# Metonymi
Metonymi (av gr. μετωνυμία, metōnymía, "byte av namn", av μετά, "metá", "efter, bortom" samt -ωνυμία, "-ōnymía", ett suffix) är en stilfigur som bygger på en närhet mellan det använda uttrycket och det som betecknas. I exemplet "Bryssel tvekar om stöd till bönderna" används staden Bryssel istället för Europeiska unionen som egentligen åsyftas. Metonymi betyder i själva verket "namnbyte" , till exempel "tar till flaskan" istället för "alkohol", som då kallas en metonym.

## Historia
Metonymi är en av retorikens fyra huvudtroper: metafor (lat. translatio), synekdoke (lat. intellectio eller conceptio), ironi (lat. illusio) samt metonymi (lat. transmutatio eller denominatio). Metonymi står i nära relation till både metafor och synekdoke. Metonymin lånar ett oegentligt uttryck från samma begreppsområde, under det metaforen lånar från ett främmande. Som metafor tar sig metonymi ett bildligt uttryck men på ett förenklat vis, genom något som är baserat på förstådda associationer. Dessutom utgör metonymin en del i helheten och tvärtom, vilket har fått namnet synekdoke. De undertroper som står närmast metonymi i bruk är perifras och antonomasi. Tropen metonymi är en ordfigur som står under partesmodellens elocutio – språkutformning. Metonymin används för att försköna eller förstärka talet. Den används för att variera en text genom dess utbyte.

## Kategorier
Metonymi rymmer fem huvudtyper som speglar relationen mellan det uttalade ordet och det närliggande. Dessa huvudtyper är så lika att de lätt går över i varandra. 
Behållare och innehåll– att en behållare får antyda sitt innehåll eller tvärtom. Till exempel ”Sven bjöd sina vänner på en kopp” när han egentligen bjöd   på kaffe. På samma sätt under denna kategori infinner sig även platser, ting (som står i nära relation med tinget) eller relationen med tid.
Person och objekt– när ett ting karakteriserar dess ägare eller tvärtom. Till exempel ”jag läser Camilla Läckberg” när jag egentligen läser hennes verk.
Orsak och konsekvens– orsak som leder till en handling eller tvärtom. Till exempel ”konserten drog fulla hus” när konserten sålt slut på sina biljetter. Under denna kategori finner vi även konsekvenserna av någons handlande.
Abstraktion och konkretion– ett ting karakteriseras av en abstraktion eller tvärtom. Till exempel ”vi slår våra kloka huvuden ihop” när man vill tänka tillsammans.
Symbolisk närhet– tingen vi avser ersätts med symboler. Till exempel ”vad har du på hjärtat?" när man vill veta vad någon funderar på i sitt känslofyllda liv.

## Retorik
Då det inte är önskvärt att vara alltför rak på sak, exakt eller detaljerad, används ofta metonymi. I politiken handlar det mycket om att signalera eller antyda ett budskap, och för en diplomat är det viktigt att samtliga förstår budskapet utan att någon kränks. Inom reklamvärlden används ofta metonymi för att indirekt förena något önskvärt med produkten, detta för att öka spänningen i budskapet, vilket inte en direktjämförelse skulle göra. Därmed används metonymi inom retoriken för att ”förtydliga eller konkretisera något”, detta genom en språklig utsmyckning. Uttryck förminskas i förhållande, men det kan även innebära tvärtom, att det betecknade förstoras. Dessutom så förkortas innehållet i informationen, när det räcker med ett ord istället för hela fraser.

## Exempel
- Läkaren: Jag väntar på benbrottet som just kom in. Detta uttryck syftar på "patienten med benbrott som just kom in". "Patienten" byts här ut mot "benbrottet". Benbrottet är alltså associerat med patienten.
- Bilen kör. Detta uttryck syftar på föraren, som kör bilen. "Föraren" byts här ut mot "bilen". Bilen är alltså associerad med föraren.
- Karin kan verkligen sin Shakespeare. Ett verks författare används om verket (eller hela författarens produktion).
- Sagan om ringen är en av Hollywoods största produktioner. Hollywood syftar egentligen på USA:s film- och nöjesindustri med all dess glamour och globala räckvidd, som traditionellt har associerats med stadsdelen Hollywood i Los Angeles, Kalifornien.
- Sverige gick inte vidare till fotbolls-VM. I själva verket var det fotbollsspelarna i landslaget utsedda av Svenska Fotbollförbundet som representerar Sverige i landslagstävlingar under Internationella Fotbollsförbundet, som inte klarade vidareavancemang i Kvalspelet till världsmästerskapet i fotboll för herrar till mästerskapstävlingen Världsmästerskapet i fotboll för herrar, inte nationalstaten eller landmassan Sverige.